# Altenhagen (Landkreis Mecklenburgische Seenplatte)
Altenhagen er en kommune i den nordøstlige del af Landkreis Mecklenburgische Seenplatte. Historisk set hører den dog til Pommern. Kommunen ligger nordvest for Altentreptow. Indtil den 1. januar 2004 var kommunen en del af Amtes Kastorfer See. Siden da har den hørt til Amt Treptower Tollensewinkel med sæde i Altentreptow.

## Geografi og trafik
Altenhagen ligger ca. 15 kilometer nordvest for Altentreptow. Bundesstraße 194 løber vest om kommunen. Landsbyen kan nås via Altentreptow-kørestedet på Bundesautobahn 20. De højeste områder i den tidligere Landkreis Demmin er 110 m over havets overflade, og ligger i kommunen.

## Lokal inddeling
- Altenhagen
- Neuenhagen
- Philippshof